# Маршал Федір Петрович
Фе́дір Петро́вич Ма́ршал (нар. 1936) — формувальник, лауреат Державної премії УРСР в галузі науки і техніки (1969).

## Життєпис
Від 1952-го й станом на 1969 рік — формувальник Харківського моторобудівного заводу «Серп і молот».
Лауреат Державної премії УРСР в галузі науки і техніки 1969 року: «Створення універсальних дизелів „СМД“ для тракторів, комбайнів та інших машин і організація їх спеціалізованого масового виробництва»; співавтори Гура Григорій Степанович, Єременко Борис Степанович, Карась Леонід Мойсейович, Пипенко Іван Петрович, Потейко Анатолій Дмитрович, Сахнюк Іван Іванович, Сєріков Іван Олександрович.